# Jørgen Lassen
Jørgen Lassen (ca. 1776 – 28. februar 1850 i København) var en dansk maler og underviser.
Han besøgte Kunstakademiet i København og vandt 1799 den lille og 1801 den store sølvmedalje. Samtidig med at han uddannede sig til landskabsmaler, søgte han erhverv som tegnelærer, og han virkede som sådan ved Borgerdydskolen på Christianshavn, da han i 1813 søgte pladsen som informator ved Kunstakademiet efter Claudius Mørchs død. Imidlertid opnåede han først i december 1818 at blive lærer ved ornamentskolen efter Joachim Godske Schouw, der rykkede op til anden frihåndstegneskole, som var blevet ledig ved Carl Probsthayns død. Men allerede i 1823 blev han suspenderet for et halvt år, fordi han havde taget imod stikpenge, og i 1827 blev han afskediget fra sin tjeneste. Siden levede han en lang årrække, som det synes, i det mindste mod slutningen af sit liv, i trange kår; thi han fik flere gange (1846-49) understøttelser af Akademiet. Han døde den 28. februar 1850.
Der kendes ingen værker af Lassen, heller ikke de kopier, han først i 1800-tallet udstillede på Akademiet. 
Han blev gift 8. november 1807 i København med Ulriche Dorthea Amboe (død før 1850). Lassen er begravet på Assistens Kirkegård.